# (5462) 1984 SX5
(5462) 1984 SX5 es un asteroide perteneciente al cinturón de asteroides, descubierto el 21 de septiembre de 1984 por Henri Debehogne desde el Observatorio de La Silla, Chile.

## Designación y nombre
Designado provisionalmente como 1984 SX5.

## Características orbitales
1984 SX5 está situado a una distancia media del Sol de 2,320 ua, pudiendo alejarse hasta 2,566 ua y acercarse hasta 2,074 ua. Su excentricidad es 0,106 y la inclinación orbital 6,512 grados. Emplea 1291,33 días en completar una órbita alrededor del Sol.

## Características físicas
La magnitud absoluta de 1984 SX5 es 13,7. Tiene 3,891 km de diámetro y su albedo se estima en 0,386. 